# Spirit of Hven Backafallsbyn

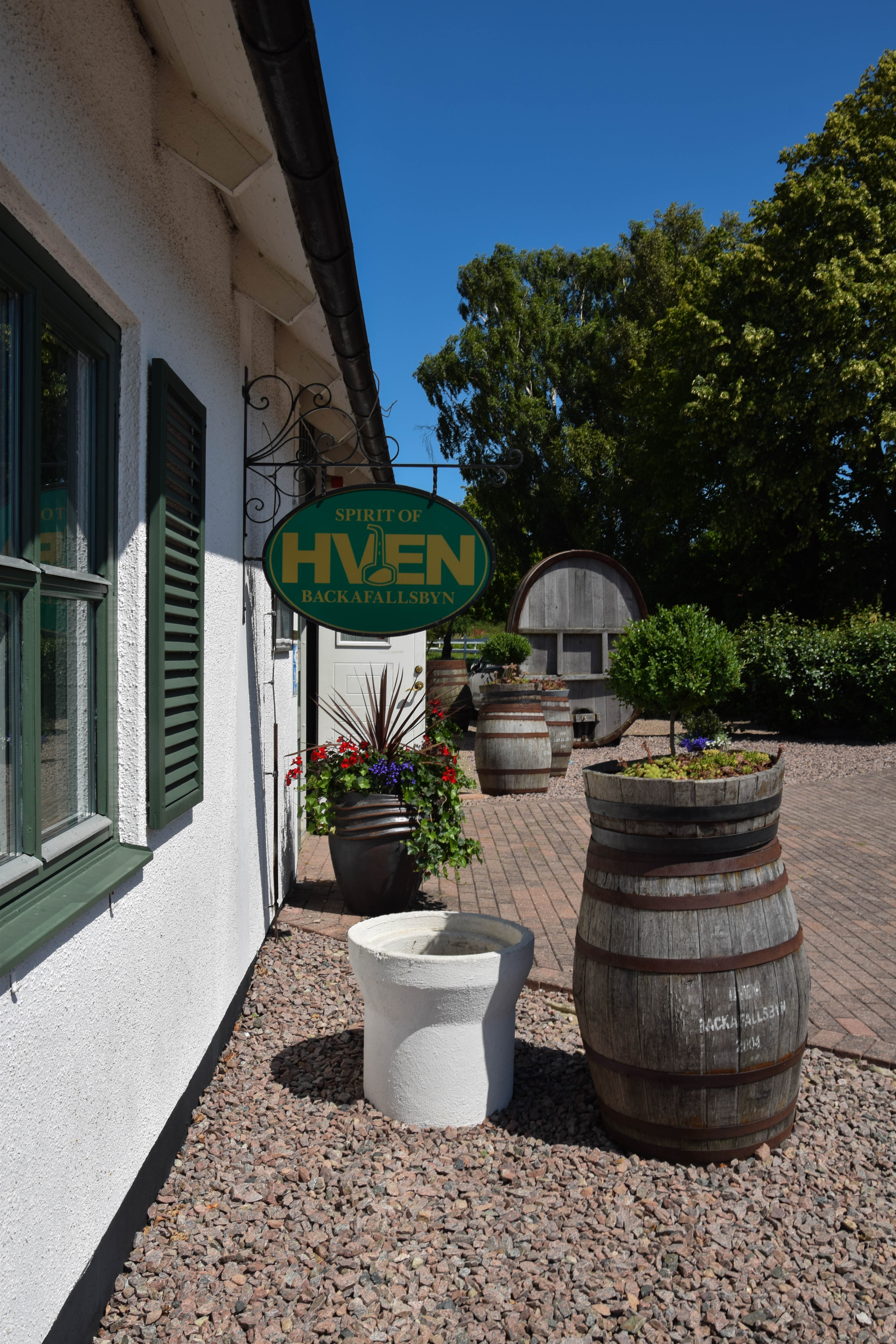
Ingång till receptionsbyggnaden i Spirit of Hven Backafallsbyn

Spirit of Hven Backafallsbyn tidigare enbart Backafallsbyn är en fyrstjärnig hotell och konferensanläggning med gourmetrestaurang, pub, vinbar, spa, whiskybar och whiskydestilleri. Anläggningen är belägen i utkanten av Tuna by nära Norreborg på ön Ven i Öresund och hotelldelen har 144 bäddar fördelat på 36 hotell enheter/hus.
Whiskybaren som alltid har minst 500 sorters whisky i lager utsågs av tidningen Vin & Bar Journalen till Sveriges bästa öl och whiskybar. Samtidigt fick man också mottaga juryns stora pris för Sveriges bästa bar. Sedan våren 2008 har man även ett eget spritdestilleri för tillverkning av främst whisky, men även ett antal andra ekologiskt certifierade alkoholbaserade produkter.
Anläggningen startades 1988 och sedan 1998 har Anja och Henric Molin ägt och drivit anläggningen.

## Destilleriet

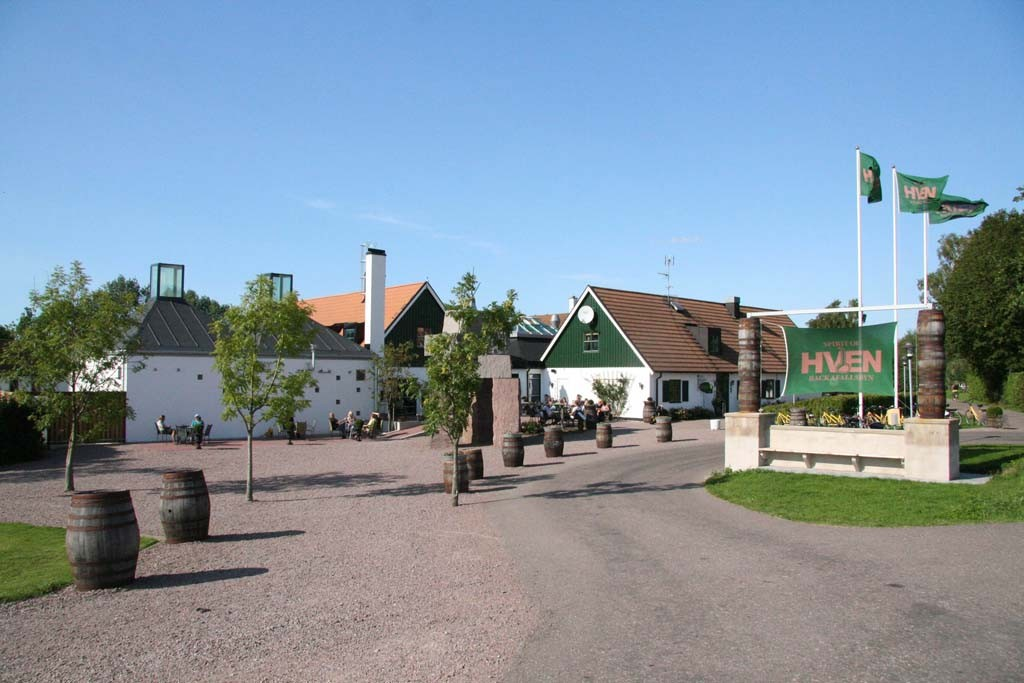
Utanför Spirit of Hvens destilleri.

Den 7 maj 2008 invigde man ett eget destilleri för sprittillverknig kallat Spirit of Hven.
Destilleriet är certifierat enligt Europeisk Ekologisk standard, KRAV, NOP samt därvid följande undercertifieringar.
Whisky destilleriet hos Spirit of Hven är det tredje pot still destilleriet som har startats i Sverige efter Vin- och Sprit's numera nedlagda "Skeppets Whisky" och Mackmyra. Enligt egen uppgift är destilleriet bland de minsta kommersiella pot still destillerierna i världen , där allt från mäskning till jäsning, destillering samt ekfatslagring och buteljering sker under samma tak.
Tre destillationspannor av traditionell pot-stilltyp tillverkade av koppar finns installerade. Totalt har man investerat mer än 20 miljoner kronor och man räknar med att i framtiden gradvis kunna öka produktionen.

## Whiskyn
Den första whiskyn från destilleriet släpptes i februari 2012. Den fick namn efter astronomins musa Urania och släpptes i 4.444 flaskor. Den var lagrad på ekfat i tre år. Ekfaten kom primärt från Missouri i USA men även Fransk och Spansk ek användes vid lagringsprocessen.
Maltkornen som används är delvis odlade lokalt på Ven och mältas i det egna mälteriet, och gör att whiskyn får en lokal karaktär. Vattnet är preparerat i egen vattenreningsanläggning och den färdiga produkten tappas i den egna tappanläggningen på en halvliters flaska vars form påminner om en e-kolv vanligt förekommande i laboratorium. Det finns kritik att även om innehållet är ekologiskt framställt så är själva förpackningen inte hållbar för miljön.

## Övrig sprit
Förutom whisky tillverkas även andra sorters starksprit. Den 7 juli 2008 lanserades destilleriets första egna gin kallad Hven Organic Gin. Andra produkter är Hven Organic Vodka, Hven Organic Aqua Vitae, och två olika sorters ekologisk snaps (schnapps). I april 2009 Vann Spirit of Hven Organic Gin guldmedalj i Monde Selection, världens äldsta sprittävling. I juli 2009 fick dessutom aqua vitaen och vodkan bronsmedalj i IWSC, världens största sprittävling. 2011 utsågs Winter Schnapps till Best in Class av smaksatta vodkor i IWSC.

## Bilder från destilleriet
Bilderna kommer från Whiskyinfo.se. Klicka på bilderna för att förstora.

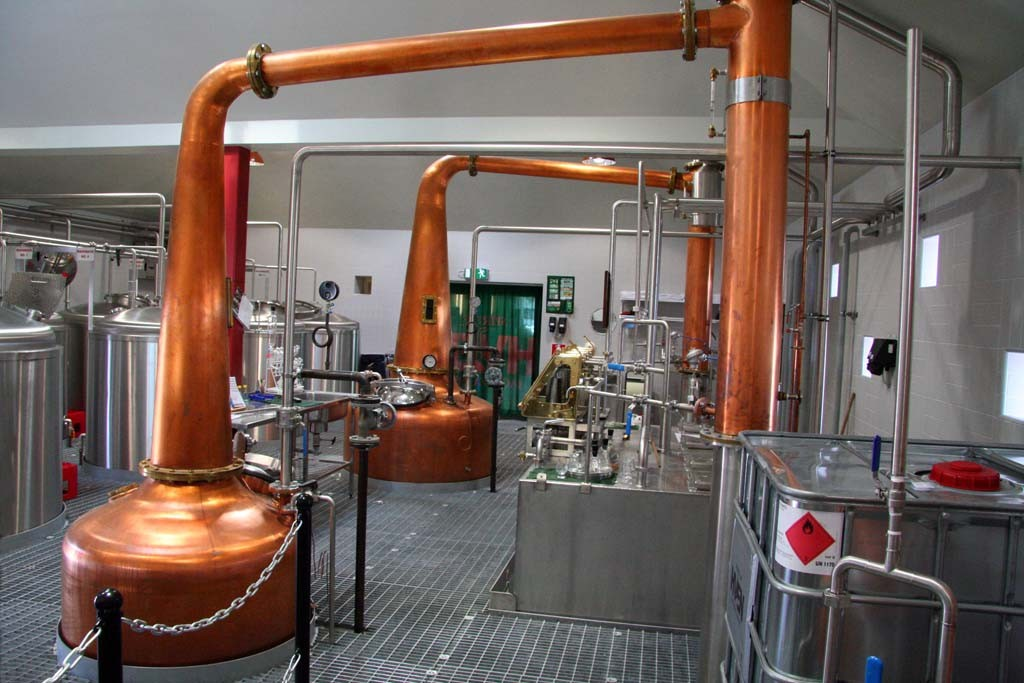
Vy över två destillationspannor.
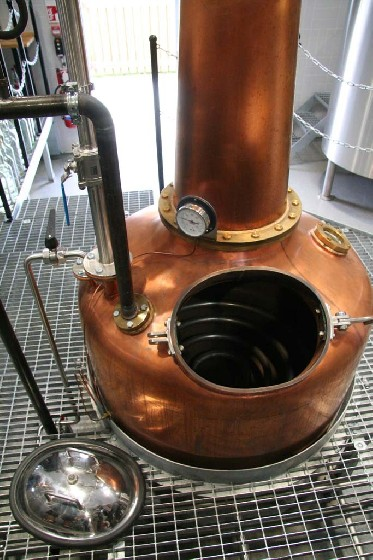
Närbild på destillationspanna.
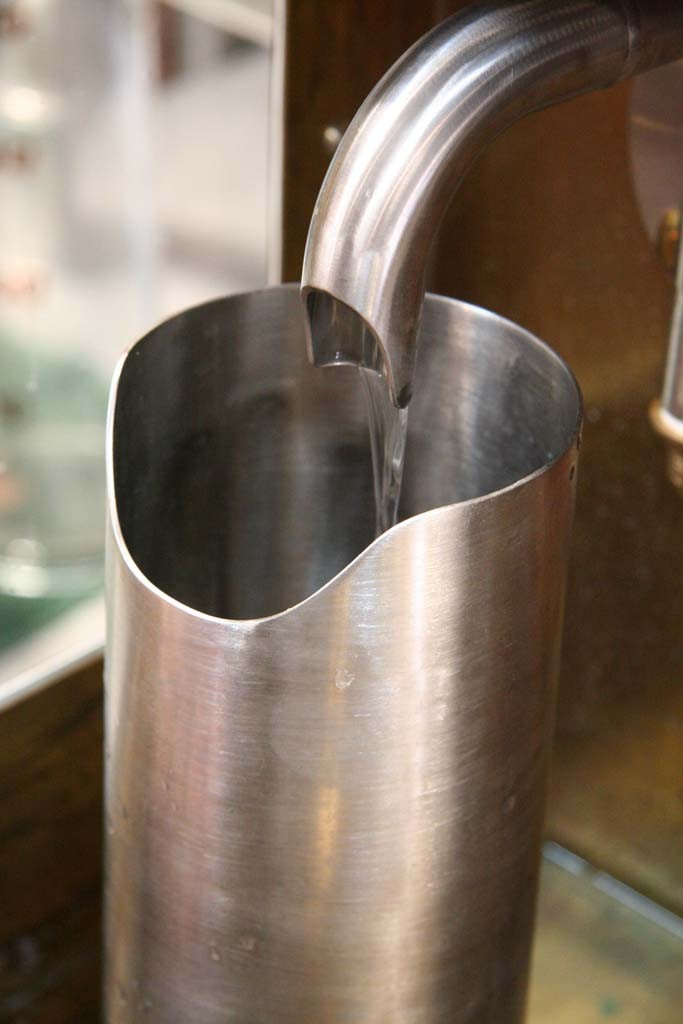
Här kommer den "färdiga" spriten.
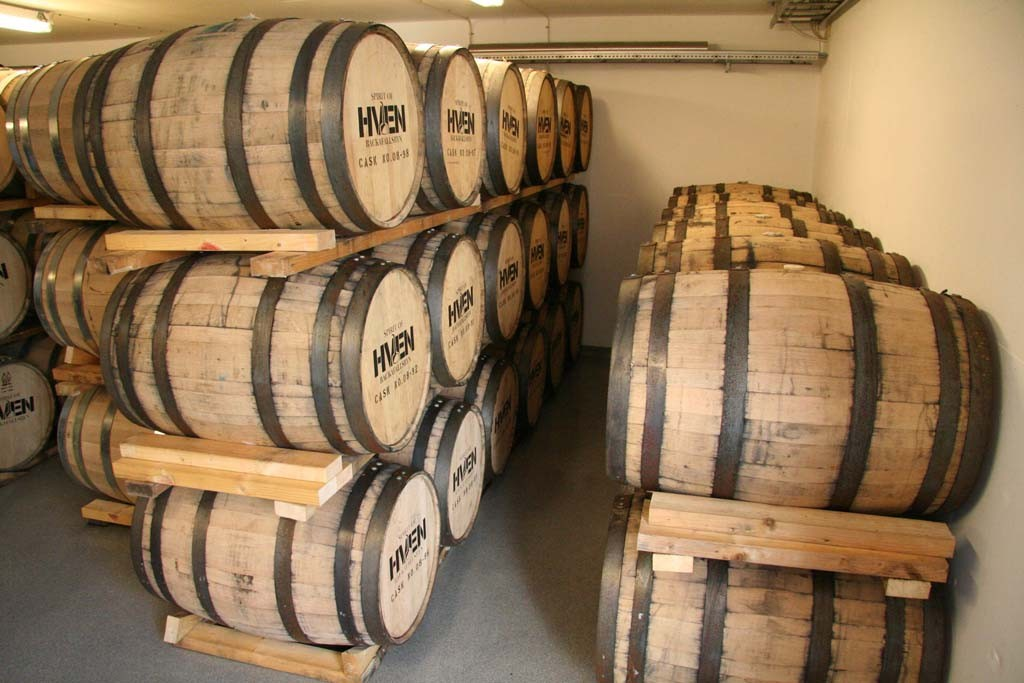
Fat med sprit på lagring.